# ديانا كيرشنر
ديانا كيرشنر (بالإنجليزية: Diana Kirschner)‏ هي عالمة نفس أمريكية، ولدت في 1948.